# Coprinellus angulatus
Coprinellus angulatus es una especie de hongo en la familia Psathyrellaceae. Fue descripto por primera vez en 1874 por el micólogo Charles Horton Peck y colocado en el género Coprinus, un estudio filogenético realizado en el 2001 produjo un reordenamiento importante del género, y esta especie fue transferida a Coprinellus.